# Qalaqayın
Qalaqayın (também, Galagain e Kalagayny) é uma vila e o município mais populoso, exceto a capital Sabirabad, no rayon Sabirabad do Azerbaijão. Tem uma população de 7.489.